# 정부 (전한)
정부(正夫, ? ~ ?)는 전한 중기의 관료이다.

## 생애
원수 6년(기원전 117), 대농령에 임명되었다.

## 출전
- 반고, 《한서》 권19하 백관공경표(百官公卿表) 下

| 전임 안이 | 전한의 대농령 기원전 117년 ~ 기원전 115년? | 후임 공근 |